# Bashkia
Bashkia (albanisch bestimmt, unbestimmt: Bashki) bezeichnet in Albanien eine Gemeinde.
Die gesetzliche Basis ist Artikel 108 der Verfassung Albaniens. Bashki sind in der Lokalverwaltung autark, sofern die Zuständigkeit nicht per Gesetz anderen Behörden übertragen wurde. Jede Bashkia verfügt über einen von der Bevölkerung gewählten Stadtrat und Bürgermeister.
Seit 2015 gibt es 61 Gemeinden in Albanien, die alle mit bashkia bezeichnet werden. In offiziellen englischen Texten wird meist der Begriff municipality verwendet.
Davor gab es 65 Gemeinden städtischen Typs (bashkie) und 308 Gemeinden ländlichen Typs (komuna). Die bashkia war somit zusammen mit der komuna, der Gemeinde ländlichen Typs, die nach Qark und Kreis dritte und unterste Verwaltungseinheit. Eine Bashkia war gemäß Gesetz eine „Verwaltungseinheit und die Gemeinschaft von Einwohnern in einer städtischen Gegend und in Spezialfällen in einer ländlichen Gegend“.
Die Gemeinden sind in kleinere Verwaltungseinheiten (Njësia administrative), die in der Regel den früheren kleineren Gemeinden entsprechen, unterteilt, Städte teilweise noch in Stadtteile (Lagja).
Die Gemeinde Tirana hat am meisten Einwohner und die zweitgrößte Fläche aller Gemeinden Albaniens. Die Gemeinde Tropoja ist die flächenmäßig größte Gemeinde des Landes. Die Gemeinde Kamza ist die kleinste Gemeinde, hat aber die größte Einwohnerdichte. Die Gemeinde Pustec und die Gemeinde Dropull haben am wenigsten Einwohner. Diese beiden Gemeinden sind wie die Gemeinde Finiq für ethnische Minderheiten eingerichtet.